# فرستون، سافک
فرستون (به انگلیسی: Freston) یک روستا و محله مدنی در بریتانیا است که در Babergh واقع شده‌است. فرستون ۱۲۰ نفر جمعیت دارد.